# Radu Ghencea
Radu Ghencea a absolvit Școala Populară de Artă la București în 1998, secția Canto-muzică ușoară, având-o ca profesor pe Viorela Filip.
Din 1998 este solist al formației Mondial, cu care a avut nenumărate apariții la principalele posturi de radio și televiziune și de care se bucură de succes și în prezent.
Începând cu 2007 a devenit solist al Teatrului de Revistă "Constantin Tănase" din București.
Principalele premii obținute în cadrul festivalurilor de muzică din România:
- 1997 – Trofeu la festivalul “Aurelian Andreescu” (București)
- 1997 – Premiul II la festivalul “Tridentul de aur” (Constanța)
- 1998 – Premiul I la festivalul “Mărțișor ‘98” (București)
- 1998 – Premiul II la festivalul studentesc “Gaudeamus” (Brașov)
- 2000 – Premiul I al presei la festivalul “Mamaia” (Mamaia)
- 2000 – Premiul II la festivalul “Crizantema de aur” (Târgoviște)
- 2000 – Trofeu la festivalul “Constelații dunărene” (Galați)
- 2007 - Premiul Teo Peter obținut împreună cu formația Mondial la Festivalul de muzică ușoară Mamaia

Radu Ghencea are o voce caldă, puternică, învăluitoare, cucerindu-și destul de ușor publicul.